# Сероголовая гаичка
Сероголовая гаичка (лат. Poecile cinctus) — певчая птица семейства синицевых.

## Описание
Длина тела составляет от 12 до 13,5 см. Сероголовая гаичка мельче пухляка и черноголовой гаички. Верх головы серо-коричневого цвета, спина светло-серая. Клюв, перья хвоста и зоб чёрные. Грудь и щёки белые.
Позывка очень похожа на позывку пухляка. 

## Распространение
Наиболее северный вид синиц. Распространена в Евразии от Скандинавии до Аляски, в Северной Америке — от западного побережья Аляски к востоку до долины реки Андерсон. Сероголовая гаичка населяет хвойные, пойменные и смешанные леса, предпочитая берёзовые или смешанные с берёзами хвойные леса.

## Питание
Летом она питается, прежде всего, насекомыми и пауками, осенью и зимой рацион дополняют маслянистые семена, прежде всего, хвойных деревьев.

## Размножение

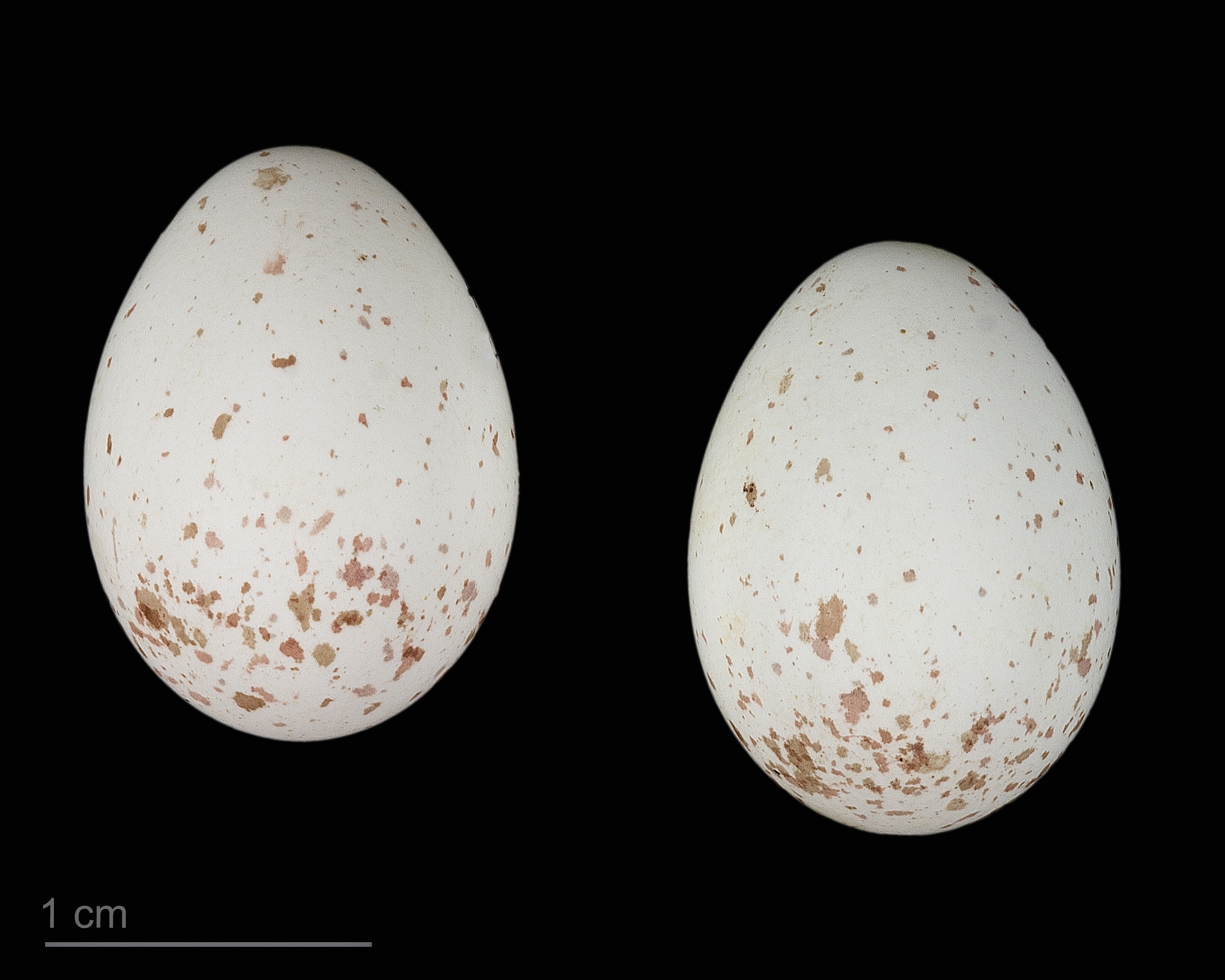
яйцо Poecile cinctus lapponicus - Тулузский музеум

Гнездится сероголовая гаичка в дуплах, часто очень невысоко от земли. Кладка из 6-9 белых с красновато-коричневыми пятнышками яиц в мае - июне. Дупло чаще всего выбирает в хвойных породах, реже в лиственных (в ольхе, осине, березе). При постройке гнезда птицы нередко расчищают дупло, удаляя из него кусочки гнилой древесины. Иногда используются дупла других синиц и дятлов (в том числе большого пестрого дятла). Диаметр летного отверстия обычно невелик, от 30 до 50 мм. Глубина дупла 100-200 мм. Период насиживания длится около 2 недель.